# 挪威峽灣馬
挪威峽灣馬（挪威語：fjordhest）是發展自挪威的一個馬品種。挪威峽灣馬歷史悠久，毛為暗褐色，尾巴濃密，四肢短而直，動作靈活，是一種多用途的馬，維京人經常利用挪威峽灣馬運貨。